# Lobito Martínez
Jorge Eladio Martínez Ayala, más conocido como Lobito Martínez (Asunción, 11 de mayo de 1952-Ib., 25 de enero de 2003), fue un músico y compositor paraguayo.

## Biografía
Hijo del cantante, guitarrista, compositor y folclorista Eladio Martínez y de Aída Ayala, Jorge estudió piano con Margarita Morosoli de Piccardo desde los 6 y hasta los 11 años y luego con Nelly Jiménez, Pedro Burián y en el Instituto de Altos Estudios Pianísticos de Leonor Aranda.
Luis Cañete y Carlos Schvartzman fueron sus profesores de armonía. 
Desde los 22 años y hasta 1983 integró el grupo de música moderna y bailable Los Aftermad's con el cual grabó numerosos discos en los que se incluían canciones de su autoría.
En la década de 1980 formó parte del grupo de jazz Opus 572 y ofreció recitales de música clásica como solista de piano.

### Trayectoria
En 1986 participó, durante una semana, en Buenos Aires, de una clínica musical del Berklee College of Music. La impresión que causó su participación fue decisiva para que reciba una beca para proseguir estudios en la central del mundialmente famoso instituto musical, en Boston, Estados Unidos. En 1988 una beca Fulbright le permitió trasladarse a Boston, donde se graduó años más tarde en ejecución, composición, arreglos e improvisación de jazz por el Berklee College of Music.
Fue nombrado en 1991 profesor titular del departamento de piano del mismo centro educacional en el cual desarrolló la materia de «Música con ritmos latinos» por espacio de dos años más. Fue galardonado con el premio «Count Basie» del Berklee Summer School de Argentina.
Regresó a Paraguay a mediados de los 90, ofreciendo recitales como solista y dedicándose a la docencia y a la composición.
En 1997 dirigió orquestas para las ediciones nacionales del Festival OTI (Organización de la Televisión Iberoamericana). Además coordina y dirige, en el aspecto musical, los trabajos de edición de discos de música paraguaya que realiza el prestigioso matutino paraguayo ABC Color.
En 1998 convocado por el Grupo Sembrador —referente fundamental del movimiento denominado Nuevo Cancionero Popular Paraguayo—, junto a la Orquesta Philomúsica de Asunción dirigida por Luis Szarán y el Coro Paraguayo de Cámara conducido por Luis Luccini Rivas, protagonizó un memorable ciclo de recitales en el Centro Paraguayo Japonés, de Asunción. Como resultado de esa experiencia, que tuvo a ''Lobito'' Martínez como protagonista musical incuestionable, el diario ABC Color, conmemorando los 25 años de vigencia de Sembrador, realizó una edición de varias decenas de miles de ejemplares de un disco compacto que con la denominación de En las colinas del alma es una verdadera reseña antológica de la canción popular paraguaya de todos los tiempos.

## Obras
Entre sus creaciones principales figuran: 
- «Canto para ti» y «Que más da», grabadas por Los Aftermath’s.

- «Carola», grabada por Andrés Boiarsky en Buenos Aires, en 1986.

- La banda sonora de la película El portón de los sueños, del cineasta Hugo Gamarra sobre la vida de Augusto Roa Bastos.

- «Juego de niños» que da su nombre a un excelente disco compacto inclinado hacia la música de proyección folklórica con claras influencias jazzísticas presentado en 1995, en el cual muestra además otros frutos de su talento creativo («Avy’a jave» y «Navidad») y recreaciones de clásicos paraguayos de todos los tiempos, como en el caso de «Asunción», obra de Federico Riera dedicada a la capital del Paraguay.

- «Cara a cara al Sol»: canción conmemorativa del 20.° Aniversario del Canal 9 TV Cerro Corá, cuya letra pertenece a Mario Casartelli y la Música, a Antonio Medina Bosseli.[2]